# فيكتور أوليفيرا
فيكتور أوليفيرا (28 مايو 1994 في البرازيل - ) هو لاعب كرة قدم برازيلي في مركز الدفاع. لعب مع أتلتيكو غويانيينسي ونادي فلومينينسي.

## وصلات خارجية
- فيكتور أوليفيرا على موقع قاعدة بيانات كرة القدم.إي يو (الإنجليزية)
- فيكتور أوليفيرا على موقع Soccerway.com (الإنجليزية)
- فيكتور أوليفيرا على موقع عالم كرة القدم.نت (الإنجليزية)